# El Trigal (Albacete)
El Trigal es un núcleo de población del municipio de Albacete (España) situado al noroeste de la capital.
Está situado junto a la autovía A-31. Según el Instituto Nacional de Estadística, tiene una población de 34 habitantes (2016).
Cuenta con hostal, restaurantes –uno de ellos de Burger King–, estaciones de servicio (Cepsa) e industria.